# Notus (Idaho)
Notus és una població dels Estats Units a l'estat d'Idaho. Segons el cens del 2000 tenia 458 habitants.

## Demografia
Segons el cens del 2000, Notus tenia 458 habitants, 147 habitatges, i 113 famílies. La densitat de població era de 453,4 habitants/km².
Dels 147 habitatges en un 44,9% hi vivien nens de menys de 18 anys, en un 64,6% hi vivien parelles casades, en un 6,8% dones solteres, i en un 23,1% no eren unitats familiars. En el 18,4% dels habitatges hi vivien persones soles el 5,4% de les quals corresponia a persones de 65 anys o més que vivien soles. El nombre mitjà de persones vivint en cada habitatge era de 3,12 i el nombre mitjà de persones que vivien en cada família era de 3,58.
Per edats la població es repartia de la següent manera: un 33,4% tenia menys de 18 anys, un 7,6% entre 18 i 24, un 27,7% entre 25 i 44, un 20,1% de 45 a 60 i un 11,1% 65 anys o més.
L'edat mediana era de 31 anys. Per cada 100 dones de 18 o més anys hi havia 93 homes.
La renda mediana per habitatge era de 32.813 $ i la renda mediana per família de 43.750 $. Els homes tenien una renda mediana de 25.000 $ mentre que les dones 21.250 $. La renda per capita de la població era d'11.801 $. Aproximadament el 10,4% de les famílies i el 13,3% de la població estaven per davall del llindar de pobresa.

## Poblacions més properes
El següent diagrama mostra les poblacions més properes.